# ディンデーン区
ディンデーン区（ディンデーンく、タイ語: เขตดินแดง）は、タイ王国バンコク都の行政区の一つ。
この行政区は、北から順に、チャトゥチャック区、フワイクワーン区、ラーチャテーウィー区、パヤータイ区の4つの行政区に接している。

## 特徴
1993年にパヤータイ区から新しい区として分離した。アパートが密集しているため、人口密度が高い。

## 店舗
- エスプラネード
- ロビンソン
- テスコ・ロータス
- フォーチュン・タウン

## 交通
- バンコク・メトロ : ラッチャダーピセーク駅、スッティサーン駅、フワイクワーン駅、タイ文化センター駅、ラーマ9世駅